# Topovska kupola
Topovska kupola je del vojaškega vozila, plovila ali statičnega objekta, ki omogoča rotiranje topa ali drugega orožja, ki je nanj nameščeno, brez premikanja ostalih delov oborožitvenega sistema. Obenem ščiti posadko in strelni mehanizem pred sovražnikovem delovanjem. 
Kupola lahko nosi en ali več mitraljezov, avtomatski top, top velikega kalibra ali nosilec raket. Kupola ima lahko posadko ali je daljinsko vodena - v tem primeru govorimo o oborožitveni postaji. Kupola je po navadi oklepljena, včasih pa imajo večje kupole tudi manjše kupole za opazovanje ali nošenje dodatnega mitraljeza. Kupola mora nuditi zaščito pred sovražnikovim delovanjem ter pred vremenskimi vplivi na bojišču.

## Bojne ladje
Pred uvedbo topov velikega kalibra in dolgega dosega v sredini 19. stoletja, je klasičen dizajn bojnih ladij narekoval uporabo vrst topov, ki so bili nameščeni na obeh straneh ladje. Ognjeno moč je predstavljalo veliko število topov, ki so streljali v salvah. Problem je predstavljal majhen naklon topov, obenem pa je razvoj večjih in močnejših topov zmanjševal število vseh topov na ladji zaradi stabilnosti. Ker so bili topovi nameščeni blizu vodne linije, so bili zelo izpostavljeni poplavljanju na nemirnem morju.

### Zgodovina
Med Krimsko vojno je kapitan Cowper Phipps Coles razvil splav s topovi, ki so bili zaščiteni  s kupolo in je uporabil to plovilo, imenovano Lady Nancy, za obstreljevanje ruskega mesta Taganrog ob Črnim morjem. Lady Nancy "je bila zelo uspešna", in Coles je po vojni patentiral vrtljivo topovsko kupolo. Britanska vojna mornarica je leta 1859 naročila prototip tega dizajna in ga vgradila na ladjo HMS Trusty za testiranja leta 1861. Ta ladja je tako postala prva bojna ladja z ladijsko kupolo na svetu. 
Britanska mornarica je sprejela princip topov v kupoli kot uporabno inovacijo in jih je uporabila v novih načrtih bojnih ladij. Coles je predlagal načrt ladje z desetimi kupolami, pri čemer bi vsaka imela dva topa. Ta načrt je bil zavrnjen kot nepraktičen, toda mornarica je ohranila zanimanje za izum ter naročila boljši dizajn. Coles je preko vez dosegel gradnjo prve namenske ladje HMS Prince Albert leta 1864, ki je imela 4 kupole ter klasično razporeditev topov za obalno zaščito. Coles je dobil dovoljenje za razvoj kupol, medtem ko je preostal razvoj ladje ostal v rokah glavnega konstruktorja Isaac Watts.
HMS Royal Sovereign je bil drug Colesov projekt, ki je bil dokončan Avgusta 1864. Ladja je bila brez klasične razporeditve topov, namesto tega je imela 4 topovske kupole na palubi. Oklepljena je bila z 140 mm oklepom na vodni črti Zgodnje ladje s kupolami, kot npr. Monitor in Royal Sovereign so imele slabe plovne zmogljivosti in so bile namenjene priobalnemu delovanju. Coles je načrtoval in zgradil tudi ladjo HMS Monarch, ki je bila prva bojna ladja s topovi v kupolah, namenjena delovanju na odprtih morjih.
V Ameriki je Šved John Ericsson neodvisno od Colesa razvil topovsko kupolo, ki pa je bila slabša od angleškega patenta. Ericsson je načrtal ladjo USS Monitor leta 1861. Njena največja značilnost je bila velika topovska kupola, ki je bila nameščena na zelo nizki palubi. Pred kupolo je bila nameščena slabše oklepljena krmarjeva hišica, ki je preprečevala streljanje naravnost naprej. Ericsson je kasneje priznal napačno postavitev krmarjeve hišice, sam dizajn ladje pa je bil namensko takšen, da je predstavljala čimmanjšo tarčo za sovražnika.
HMS Thunderer je predstavljala razvoj tega pionirskega dela. Njene kupole so uporabljale hidravlični pogon za zasuk. Bila je tudi prva bojna ladja brez jamborov ter je predstavljala model za moderne bojne ladje.
Razvoj razreda bojnih ladij South Carolina v letu 1908 je prinesel novo razporeditev kupol, saj je uvedel umestitev kupol v vrsto na sredini palube, pri čemer je bila zadnja kupola nameščena višje kot prva. Ta razporeditev je prinesla možnost sočasnega streljanja na cilj z več kupolami. Ta dizajn je bil v nasprotju z razredom HMS Dreadnought, ki je bil revolucionaren v več stvareh, ohranil pa je bočno razporeditev kupol.
Ladje iz časa prve svetovne vojne so v glavnem imele kupole z dvema topoma, medtem ko so ladje iz druge svetovne vojne uporabljale kupole s 3 in celo 4 topovi, kar je zmanjšalo število kupol in povečalo oklepno zaščito, čeprav so 4-topovske kupole veljale za kompleksne in praktično slabše uporabne.
Največje ladijske kupole so bile na bojnih ladjah iz časa druge svetovne vojne. Kaliber ladijskih topov na velikih bojnih ladjah je bil tipično 300-460 mm. Kupola, ki je na japonski ladji Yamato nosila 460 mm topove, je tehtala 2500 ton. Sekundarna oborožitev bojnih ladij ter primarna oborožitev križark je obsegala topove kalibrov med 127 in 152 mm, medtem ko so manjše ladje imele topove od 76 mm dalje. Slednji so bili zelo redko nameščeni v kupolah.

### Načrt
V mornariški terminologiji se izraz kupola povezuje z namestitvijo topa, kjer se celoten sistem vrti kot celota ter ima podaljšek, ki prebada palubo ladje. Vidni del kupole nad palubo je topovska hišica, ki ščiti mehanizem in posadko. Tu se topovi tudi polnijo. Topovsko hišico podpira postelja na vrtljivem podstavku, ki ni fizično pritrjena na ladjo ter ob prevrnitvi ladje lahko odpade kupola.
Pod topovsko hišico je lahko delavna komora, kjer poteka rokovanje s strelivom, ter dvigalo, ki skrbi za oskrbo topovske hišice s strelivom. Delavna komora in dvigalo se vrtita skupaj s topovsko hišico ter ležita v zaščitenem prostoru. V delovni komori poteka priprava streliva za prevoz v topovsko hišico. Pri tem je potrebno oskrbovanje tako z granatami kot s polnilnimi naboji, ki so ločeno shranjeni v skladiščih.
Nakladalni sistem je opremljen s serijo zaščitnih zapor odprtin, ki zagotavljajo, da ni nikoli odprte poti med topovsko hišico in delavno komoro pod njo, da se prepreči iskrenje ter možnost samovžiga streliva. Pri vseh topovih velikega kalibra je potrebna pomoč avtomatskih sistemov za prenos težkih granat in polnila znotraj kupole.
Ker je za porivanje streliva v top potreben prostor, je omejen nagib topov med polnjenjem. Topovi se med polnjenjem spustijo na polnilno elevacijo, po polnjenju pa se dvignejo nazaj v položaj streljanja.

### Sodobne kupole
Veliko sodobnih vojnih ladij ima nosilce za velikokalibrne topove, čeprav se uporabljajo predvsem kalibri med 76 in 127 mm. Topovske hišice imajo pogosto le vlogo zaščite pred vremenskimi vplivi ter niso oklepljene. Sodobne kupole so avtomatizirane brez človeške posadke ter rabijo le majhno ekipo za oskrbo s strelivom.

## Letalstvo

### Zgodovina
Prvi letalski topovi so bili fiksno pritrjeni ali na nosilcih, ki so omogočali le delno gibljivost. Kasneje je Scarffov obroč omogočil obračanje topa v vse smeri tako, da je strelec vedno ostal direktno za njim. Razvoj hitrejših letal, ki so letele višje, je zahteval razvoj bolj zaščitenih topovskih pozicij. 
Prvi bombnik v Kraljevih zračnih silah (RAF), ki je nosil zaprtp kupolo je bil dvokrilec Boulton & Paul Overstrand iz leta 1933.
Overstrand je bil podoben prednikom iz Prve svetovne vojne v tem, da je imel odprt kokpit un ročno upravljanje obrambnih mitraljezov, Toda v nasprotju s predniki je bila njegova hitrost že 225 km/h, kar je povzročalo otežkočeno upravljanje strojnic, posebno v nosu letala. V izogib tej težavi je letalo dobilo zaprto in upravljano nosno kupolo z enim Lewis topom. Vrtenje kupole so omogočali pnevmatski motorji, medtem ko je naklon topa upravljala hidravlika. Pilotski kokpit so tudi zaprli, preostali obrambni topovski položaji pa so ostali odprti, čeprav zaščiteni.
Sčasoma je število kupol in topov na letalih naraslo. V času druge svetovne vojne so RAF-ovi težki bombniki imeli tipično 3 mehansko upravljane kupole, vključno z repno kupolo, ki je bila najmočneje oborožena. 
Britanci so uvedli tudi koncept lovca s kupolo, kot je bil npr. Boulton Paul Defiant. Tu so mitraljeze preselili v kupolo za pilotom, namesto fiksnih pozicij v krilu. V tem času je bila standardna oborožitev lovcev le par mitraljezev, zato so z novim konceptom poskušali omogočiti napade na formacije bombnikov s strani in od spodaj.
Čeprav je ta koncept imel nekaj uspehov pri napadih na bombnike, se ni obnesel v boju z drugimi lovci. Teža in dodatni zračni upor kupole je zmanjšal hitrost in okretnost lovca nasproti konvencionalnemu lovcu, fleksibilnost streljanja v različne smeri pa ni kompenzirale teh slabosti. Posebno, ker je imel konvecionalni lovec s fiksnimi topovi na voljo več topov. 
Strelec v kupoli ni bil v načrtih vseh dizajnerjev kupol, saj so Američani in Nemci proizvajali letala z daljinsko vodenimi kupolami, 
Topovska kupola je izginila z bombnikov zaradi spoznanja, da so bombniki preveč ranljivi brez spremstva, ne glede na lastno zaščito. Ker je bil pomen kupole pri zaščiti letala zanemarljiv, slabosti pa veliko, so v večini primerov izginile iz bombnikov. Slabosti kupol so: dodatna teža in zračni upor zmanjšujejo hitrost, doseg in nosilnost letala; povečevanje števila posadke. 

Manjše število letal, predvsem mornariških izvidniških letal (npr.  Avro Shackleton uporablja kupolo za nošenje ofenzivnega orožja), še vedno uporabljajo kupole. Tudi bombnik Boeing B-52 in nekateri drugi, predvsem ruski, bombniki so obdržali daljinsko vodene repne kupole kot zaščitno orožje. 
- B-24 Liberator nosna kupola
- B-17
- Grumman TBM Avenger.
- B-29
- Me 323
- Avro Lancaster

## Bojna vozila

### Zgodovina
Prva oklepna vozila s kupolo so bili oklepni avti proizvajalcev Lanchester in Rolls-Royce iz leta 1914. Prva gosenična bojna vozila pa niso imele kupole zaradi težav s težiščem. Šele pozno v prvi svetovni vojni je francoski lahki tank Renault FT kot prvi dobil kupolo, ki je nosila glavno oborožitev tanka. Ta dizajn je postal standarden pri vseh tankih ter veliko samovoznih topovih. 
V 1930 letih se je v več državah razvil sistem večkupolnih tankov, verjetno po zaslugi britanskega Vickers A1E1 Independent iz leta 1926. Toda slaba uporabnost, ki je bila preizkušena v drugi svetovni vojni, je povzročila opustitev koncepta. Varianta brez kupole pa se je uporabljala v drugi svetovni vojni predvsem pri Nemcih in Rusih kot uničevalci tankov in napadalni topovi. V povojnem času pa je prišlo do opustitve brezkupolnih goseničarjev, razen redkih izjem.

### Načrt
V modernih tankih je kupola oklepljena za zaščito posadke ter omogoča polno vrtenje v krogu 360 stopinj. V njej je montiran en velikokaliberski tankovski top v kalibru med 105 mm in 125 mm. Mitraljez je pogosto montiran v kupoli, pogosto vzporedno z glavnim topom. V kupoli je prisotna vsa posadka tanka, razen voznika, ki je v podvozju tanka. Posadko kupole sestavljajo poveljnik tanka, namerilec in strežač topa (razen v tankih z avtomatskim sistemom polnjenja topa).
V drugih bojnih vozilih so kupole opremljene z drugim orožjem. Oklepniki imajo lahko v kupoli nameščen mitraljez, avtomatski top, protitankovske rakete ali kombinacijo tega orožja. V kupolah modernih samovoznih topov je nameščen večji artilerijski top. Lažja vozila lahko nosijo enoosebne kupole z mitraljezom. Skupno za vse te kupole je, da so slabše oklepljene kot tankovske.

## Kopenske utrdbe
Topovske kupole so bile postavljene v kopenskih utrdbah, kot je Maginotova linija v Franciji ter delno v obalnih artilerijskih sistemih. Nekatere države, od Albanije do Švice in Avstrije, so uporabile kupole izločenih tankov v sistemu betonskih bunkerjev. 